# Végh Renáta
Végh Renáta (Zalaegerszeg, 1988. november 17. –) labdarúgó, csatár. Jelenleg a Nagypáli NLSE játékosa.

## Pályafutása
2006-ban a Nagykutas csapatában kezdte a labdarúgást. Amelynek azóta is tagja. A klub 2011. márciusa óta Nagypáli NLSE néven szerepel az élvonalban. Csapatának leggólerősebb játékosa. 2011. október 15-ig 127 bajnoki mérkőzésen 115 gólt szerzett.